# Giovanni Manuele d'Aviz
Giovanni Manuele d'Aviz (Évora, 3 giugno 1537 – Lisbona, 2 gennaio 1554) fu un infante e principe di Portogallo, erede al trono.

## Biografia
Ottavo figlio di Giovanni III del Portogallo e di sua moglie Caterina d'Asburgo (1507-1578), figlia di Filippo d'Asburgo e Giovanna di Castiglia, divenne erede al trono nel 1539, alla morte dell'ultimo dei suoi quattro fratelli maggiori, tutti mancati nella prima infanzia. Fu un adolescente debole e malato, probabilmente a causa delle ripetute nozze tra consanguinei stretti che avvenivano tra gli Aviz ed i Trastámara. Si sposò con Giovanna d'Austria dalla quale ebbe il futuro re Sebastiano I, ma morì prima di poter diventare re egli stesso.

## Ascendenza
|                             |                          |                          | Genitori                 |  |  | Nonni |  |  | Bisnonni          |  |  | Trisnonni              |  |
|                             |                          |                          |                          |  |  |       |  |  | Ferdinando d'Aviz |  |  | Edoardo del Portogallo |  |
|                             |                          |                          |                          |  |  |       |  |  | Ferdinando d'Aviz |  |  | Edoardo del Portogallo |  |
|                             |                          | Eleonora di Trastámara   |                          |  |  |       |  |  | Ferdinando d'Aviz |  |  |                        |  |
| Manuele I del Portogallo    |                          |                          |                          |  |  |       |  |  | Ferdinando d'Aviz |  |  |                        |  |
|                             |                          | Beatrice d'Aviz          | Giovanni d'Aviz          |  |  |       |  |  |                   |  |  |                        |  |
|                             |                          | Beatrice d'Aviz          | Giovanni d'Aviz          |  |  |       |  |  |                   |  |  |                        |  |
|                             |                          | Beatrice d'Aviz          | Isabella di Braganza     |  |  |       |  |  |                   |  |  |                        |  |
| Giovanni III del Portogallo |                          | Beatrice d'Aviz          |                          |  |  |       |  |  |                   |  |  |                        |  |
|                             |                          | Ferdinando II di Aragona | Giovanni II d'Aragona    |  |  |       |  |  |                   |  |  |                        |  |
|                             |                          | Ferdinando II di Aragona | Giovanni II d'Aragona    |  |  |       |  |  |                   |  |  |                        |  |
|                             |                          | Ferdinando II di Aragona | Giovanna Enríquez        |  |  |       |  |  |                   |  |  |                        |  |
| Maria di Trastámara         |                          | Ferdinando II di Aragona |                          |  |  |       |  |  |                   |  |  |                        |  |
|                             |                          | Isabella di Castiglia    | Giovanni II di Castiglia |  |  |       |  |  |                   |  |  |                        |  |
|                             |                          | Isabella di Castiglia    | Giovanni II di Castiglia |  |  |       |  |  |                   |  |  |                        |  |
|                             |                          | Isabella di Castiglia    | Isabella del Portogallo  |  |  |       |  |  |                   |  |  |                        |  |
| Giovanni Manuele d'Aviz     |                          | Isabella di Castiglia    |                          |  |  |       |  |  |                   |  |  |                        |  |
|                             | Massimiliano I d'Asburgo | Federico III d'Asburgo   |                          |  |  |       |  |  |                   |  |  |                        |  |
|                             | Massimiliano I d'Asburgo | Federico III d'Asburgo   |                          |  |  |       |  |  |                   |  |  |                        |  |
|                             | Massimiliano I d'Asburgo | Eleonora d'Aviz          |                          |  |  |       |  |  |                   |  |  |                        |  |
| Filippo I di Castiglia      | Massimiliano I d'Asburgo |                          |                          |  |  |       |  |  |                   |  |  |                        |  |
|                             |                          | Maria di Borgogna        | Carlo I di Borgogna      |  |  |       |  |  |                   |  |  |                        |  |
|                             |                          | Maria di Borgogna        | Carlo I di Borgogna      |  |  |       |  |  |                   |  |  |                        |  |
|                             |                          | Maria di Borgogna        | Isabella di Borbone      |  |  |       |  |  |                   |  |  |                        |  |
| Caterina d'Asburgo          |                          | Maria di Borgogna        |                          |  |  |       |  |  |                   |  |  |                        |  |
|                             |                          | Ferdinando II di Aragona | Giovanni II d'Aragona    |  |  |       |  |  |                   |  |  |                        |  |
|                             |                          | Ferdinando II di Aragona | Giovanni II d'Aragona    |  |  |       |  |  |                   |  |  |                        |  |
|                             |                          | Ferdinando II di Aragona | Giovanna Enríquez        |  |  |       |  |  |                   |  |  |                        |  |
| Giovanna di Castiglia       |                          | Ferdinando II di Aragona |                          |  |  |       |  |  |                   |  |  |                        |  |
|                             |                          | Isabella di Castiglia    | Giovanni II di Castiglia |  |  |       |  |  |                   |  |  |                        |  |
|                             |                          | Isabella di Castiglia    | Giovanni II di Castiglia |  |  |       |  |  |                   |  |  |                        |  |
|                             |                          | Isabella di Castiglia    | Isabella del Portogallo  |  |  |       |  |  |                   |  |  |                        |  |
|                             |                          | Isabella di Castiglia    |                          |  |  |       |  |  |                   |  |  |                        |  |